# Измерительный усилитель (средство измерений)
Измери́тельный усилитель — электронный усилитель, применяемый в процессе измерений и обеспечивающий точную передачу электрического сигнала в заданном масштабе.

## Общие сведения
Измерительные усилители применяются в качестве предварительных усилителей слабых сигналов постоянного и переменного токов, а также в качестве выходных усилителей мощности. Их чувствительность по току достигает значений 10−15 А; по напряжению — нескольких микровольт. Усилители, предназначенные для повышения мощности источников звукового и ультразвукового диапазонов, имеют выходную мощность 4—6 Вт.
Усилители, как правило, строятся по многокаскадной схеме с применением разнообразных видов местной и общей отрицательной обратной связи для обеспечения стабильности коэффициента передачи и частотной характеристики.
Управление коэффициентом усиления производится с помощью межкаскадных аттенюаторов.
В усилителях, предназначенных для измерения слабых величин постоянного тока (электрометрические усилители), первые каскады усиления расположены в выносном измерительном блоке, допускающем подключение непосредственно к источнику сигнала, и выполнены на специальных электрометрических лампах, обеспечивающих большое входное сопротивление и высокую чувствительность.
Некоторые усилители имеют встроенные индикаторы уровня, позволяющие определять значение входного сигнала.

## Классификация и обозначения
Отечественные измерительные усилители маркируются по ГОСТ 15094: (Р)Уx-xx, где первая цифра обозначает вид; иногда усилители обозначаются в виде Фxxx, как электроизмерительные приборы.
- У2. Усилители селективные — частотноизбирательные приборы для усиления слабых сигналов. Например: РУ2-11.
- У3. Усилители высокочастотные — приборы для усиления напряжения переменного тока высоких и сверхвысоких частот. Например: У3-29, РУ3-33, У3-40.
- У4. Усилители низкочастотные — приборы для усиления напряжения переменного тока инфразвуковых, звуковых или ультразвуковых частот (до 200 кГц). Например: У4-28, РУ4-29.
- У5. Усилители напряжения постоянного тока — приборы для усиления напряжения постоянного тока. Например: У5-11, Ф7028, Ф7029.
- У7. Усилители универсальные — приборы для усиления напряжения постоянного и переменного тока. Например: У7-4, У7-5.

## Основные нормируемые характеристики
- Диапазон частот
- Диапазон изменения модуля коэффициента передачи
- Допустимая погрешность модуля коэффициента передачи
- Нестабильность модуля коэффициента передачи в полосе частот
- Уровень шума
- Входное сопротивление
- Выходное сопротивление
- Выходное напряжение
- Коэффициент нелинейных искажений